# Johanna Beyer
Johanna Magdalena Beyer (* 11. Juli 1888 in Leipzig; † 9. Januar 1944 in New York, NY) war eine deutsch-amerikanische Komponistin und Pianistin.

## Biografie
Aus ihrem Leben vor dem Umzug in die Vereinigten Staaten im Jahre 1923 ist wenig bekannt. Sie war drei Jahre lang Mitglied in der Leipziger Singakademie und schloss mit einem Diplom der Deutschen Konservatorien und Musikseminare ab, wo sie die Fächer Klavier, Harmonielehre, Musiktheorie, Kontrapunkt, Singen und Tanzen belegt hatte. New Yorker Kollegen berichteten später über ihr exzellentes Klavierspiel und ihre Musikalität; ihre musikalische Ausbildung scheint traditionell und solide gewesen zu sein. Sie verbrachte als junge Frau von 1911 bis 1914 drei Jahre in den USA; über ihre Aktivitäten in diesen Jahren ist aber nichts näheres bekannt.
Nach ihrer endgültigen Emigration in die Vereinigten Staaten 1923 – in ihren biografischen Notizen ist von einer Einladung zu einem Komponistenforum zu lesen – studierte sie am Mannes College of Music, wo sie 1928 zwei Abschlüsse erhielt. Um ihren Lebensunterhalt zu verdienen, unterrichtete sie Klavier, u. a. an der Greenwich House Music School, hatte aber wohl Schwierigkeiten über die Runden zu kommen.
In den späten 1920er und den frühen 1930er Jahren begann sie Studien bei Ruth Crawford, Charles Seeger und Dane Rudhyar und besuchte ab 1934 Henry Cowells Schlagzeugklasse an der New School for Social Research.
Ihr musikalisches Leben war in diesen Jahren eng verbunden mit Seeger, Crawford, Cowell, John Cage und anderen Modernisten wie Jessie Beats, einem heute vergessenen Komponisten und Maler, der zusammen mit Beyer studierte. Ihr engster Freund war Cowell, überlieferte Korrespondenzen erzählen von einer turbulenten und möglicherweise romantischen Beziehung zwischen den beiden Komponisten. Beyer fungierte von 1936 bis 1941 aus freien Stücken als Cowells Sekretärin, nur 1941 wurde sie dafür teilweise entschädigt.
Obwohl sie als Komponistin weitgehend ignoriert wurde, hatte sie eine Reihe von wichtigen Aufführungen: Die erste fand 1933 in der New School statt, wo ihre „Three Songs“ für Sopran, Klavier und Schlagzeug aufgeführt wurden. Ein Jahr später erklang der zweite Satz aus ihrer Suite für Klarinette und Fagott auf einem von Henry Cowell im Rahmen der kalifornischen Gesellschaft für Neue Musik in San Francisco veranstalteten Konzert, wurde jedoch als „trübseliges, fades Duett“ wahrgenommen. John Cage führte zwei Sätze ihrer „Three Movements for Percussion“ während seiner Percussion-Tournee durch den Nordwesten der USA in den späten 1930er Jahren auf.
1936 konnte sie ihre vielseitigen Fähigkeiten mit dem Bühnenstück „The modern composer“ unter Beweis stellen, für das sie die Texte, die Musik, die Choreografie des modernen Balletts, die Kostüme sowie die Produktionsleitung und PR verantwortete und bei dem sie nicht zuletzt auch als Pianistin mitwirkte. Das Theaterstück wurde unter der Schirmherrschaft des Federal Music Projekt im Central Manhattan Music Center zur Aufführung gebracht; die Manuskripte gelten als verschollen. Ihre Musik wurde in den Jahren 1936 und 1937 im New Yorker Komponisten Forum aufgeführt.
Beyer litt in ihren letzten Lebensjahren an der Muskelkrankheit ALS. Sie starb am 9. Januar 1944 in New York City.

## Musikalischer Stil
Viele Kompositionen Beyers, insbesondere die in den Jahren 1931 bis 1939 entstanden Werke, sind der Ästhetik der „amerikanischen Ultra-Moderne“ verpflichtet, einem Kreis von Komponisten um Ruth Crawford Seeger, Charles Seeger, Henry Cowell, Dane Rudhyar und Carl Ruggles. Sie können als Beispiele des „dissonanten Kontrapunkt“ gelten, jenem kompositorischen System, das Charles Seeger und Henry Cowell entwickelt hatten und das auch in den Werken von Ruth Crawford Seeger stark zum Tragen kommt. Dennoch entwickelte Beyer ihre eigenen unverwechselbaren Gesten und Verfahrensweisen, die ihre Musik von der ihrer Kollegen unterscheidet. Ihre Kompositionen sind charakterisiert durch einen ökonomischen Umgang mit dem Material, ausbalancierten und wohl konstruierten Formen, „einem einzigartigen Sinn für Humor und Skurrilität“ und einer Verpflichtung an das musikalische Experiment.
Obwohl ihre Musik weder zu Lebzeiten noch in den Jahrzehnte nach ihrem Tod größere Aufmerksamkeit erhielt, gehörte sie mit ihrer fast „prophetischen“ Kraft zum Experimentellsten, was in den 1930er Jahren komponiert wurde. „Music of the Spheres“ (1938) ist das erste elektroakustische Werk, das von einer Frau komponiert wurde. Der vierte Satz ihrer Suite für zwei Klarinetten (1931) ist eines der ersten Beispiele einer tonhöhen-basierten Annäherung an rhythmische Prozesse, wie sie erst Ende der 1940er Jahre bei Komponisten wie Elliott Carter und Conlon Nancarrow voll zur Entfaltung kamen. Darüber hinaus nehmen einige Werke bereits Entwicklungen der Minimal Music der 1960er Jahre vorweg, so etwa im vierten Satz ihres ersten Streichquartettes. Sie verwendete zudem in ihren Klavierwerken bereits Cluster (Tonballungen), so etwa in „Clusters“ für Klavier Solo von 1936 und in „Movement for two Pianos“ (1936), die vom Pianisten auch unter Verwendung der Unterarme gespielt werden.
Johanna Beyers größter und nachhaltigster Beitrag zur Entwicklung der neuen Musik sind wahrscheinlich ihre Werke für Schlagwerk. Ihre „Percussion Suite“ aus dem Jahr 1933 ist eines der frühesten Beispiele für dieses Genre und unterscheidet sich stark von den Werken ihrer Zeitgenossen. Sie „lotet (in Ihrer Musik) die unterschätzten und recht expressiven Möglichkeiten der Schlaginstrumente aus,“ wie John Kennedy schreibt. Weitere Werke für Schlagzeug aus den 30er Jahren sind „IV“ (1935), „March for 30 Percussion Instruments“ (1939), welches für Kennedy „eines der am besten orchestrierten Werke für Schlagwerk-Ensembles überhaupt“ darstellt, sowie „Three Movements for Percussion“ (1939). Alle ihre Kompositionen für Schlagwerk unterscheiden sich von denen ihrer Zeitgenossen durch ihre Art des Humors und ihrer Betonung der musikalischen Prozesse und weniger der rein rhythmischen Erkundung.

## Werke
Percussion
- Percussion Suite in drei Sätzen (1933)
- IV (1935)
- March für 30 Schlagzeug-Instrumente (1939)
- Percussion, opus 14 (1939)
- Three Movements for Percussion (1939)
- Waltz for Percussion (1939)

Chamber works
- Suite für Klarinette I (1932)
- Suite für Klarinette Ib (1932)
- Suite für Klarinette und Fagott (1933)
- Sonata für Klarinette und Klavier (1936)
- Suite für Bassklarinette und Klavier (1936?)
- Movement für Kontrabass und Klavier (1936)
- Movement für zwei Klaviere (1936)
- Suite für Violine und Klavier (1937)
- Suite für Oboe und Fagott (1937)
- Six Pieces für Oboe und Klavier (1939)
- Holzbläserquintett (1933)
- Movement für Holzbläser (1938)
- Bläsertrio (194?)
- Streichquartett Nr. 1 (1933/1934)
- Streichquartett Nr. 2 (1936)
- Movement für Streichquartett (Dance) (1938)
- Streichquartett Nr. 4 (1943?)
- Music of the Spheres aus der Oper Status Quo (1938)[13]

Für Klavier (Solo):
- Gebrauchs-Musik (1934)
- Clusters (or, New York Waltzes) (1936)
- Winter Ade and five other folk song settings (1936)
- Dissonant Counterpoint (193?)
- Suite für Klavier (1939)
- Sonatina in C (1943)
- Prelude and Fugue (in C Major) (undatiert)
- Piano-Book, Classic-Romantic-Modern (undatiert)

Lieder:
- Sky-Pieces (1933)
- Three Songs (Timber Moon; Stars, Songs, Faces; Summer Grass) (Sopran, Klavier, Schlagzeug) (1933)
- Ballad of the Star-Eater (Sopran und Klarinette) (1934)
- Three Songs für Sopran und Klarinette (Total Eclipse; Universal-Local; To Be) (1934)
- Have Faith! (Sopran und Flöte, 3 Versionen) (1936–7)

gemischte Ensembles
- March (14 Instrumente) (1935)
- Cyrnab (Kammerorchester) (1937)
- Elation (Concert Band) (1938)
- Reverence (Bläserensemble) (1938)

Chor
- The Robin in the Rain (1935)
- The Federal Music Project (1936)
- The Main—Deep (1937)
- The People, Yes (1937)
- The Composers’ Forum Laboratory (1937)

Orchester
- Fragment für Kammerorchester (1937)
- Symphonic Suite (1937)
- Dance für großes Orchester aus der Oper Status Quo (1938)
- Symphonic Movement I (1939)
- Symphonic Opus 3 (1939)
- Symphonic Opus 5 (1940)
- Symphonic Movement II (1941)

## Diskografie (Auszüge)
- Restless, Endless, Tactless: Johanna Beyer and the Birth of American Percussion Music, Meehan/Perkins Duo and the Baylor Percussion Group, (New World Records 80711, 2011)
- Dissonant Counterpoint, I–VIII; Gebrauchs-Musik, auf der CD: Nine Preludes, Ruth Crawford/Johanna Beyer, Sarah Cahill, Klavier (New Albion, NA 114 CD, 2001)
- Ballad of the Star-Eater, Merlyn Quaife, Sopran, Craig Hill, Klarinette, Sticky Melodies, (New World Records 80678-2, 2008)
- Bees, Peter Dumsday, Klavier, Sticky Melodies, (New World Records 80678-2, 2008)
- Klarinettensonate II in B, Pat Okeefe, Klarinette, If Tigers Were Clouds (Zeitgeist, Innova 589, 2003)
- The Federal Music Project, Astra Choir, John McCaughey, Dirigent, Sticky Melodies, (New World Records 80678-2, 2008)
- "Movement" für Kontrabass und Klavier, Nicholas Synot, Kontrabass, Kim Bastin, Klavier
- "Movement" für Klaviere, Peter Dumsday, Klavier 1, Kim Bastin, Klavier 2, Sticky Melodies, (New World Records 80678-2, 2008)
- Music of the Spheres (1938), The Electronic Weasel Ensemble, New Music for Electronic and Recorded Media: Women in Electronic Music (CRI CD 728, 1977, 1997)
- Sonatina in C, Peter Dumsday, Klavier, Sticky Melodies, (New World Records 80678-2, 2008)
- Streichquartett Nr. 1, Miwako Abe, Violine 1, Aaron Barnden, Violine 2, Erkki Veltheim, Viola, Rosanne Hunt, Violoncello, Sticky Melodies, (New World Records 80678-2, 2008)
- Streichquartett Nr. 2, Miwako Abe, Violine 1, Aaron Barnden, Violine 2, Erkki Veltheim, Viola, Rosanne Hunt, Violoncello, Sticky Melodies, (New World Records 80678-2, 2008)
- Suite für Klarinette, Daniel Goode, Klarinette, Sticky Melodies, (New World Records 80678-2, 2008)
- Suite für Klarinette Ib, Craig Hill, Klarinette, Sticky Melodies, (New World Records 80678-2, 2008)
- Suite für Violine und Klavier, Miwako Abe, Violine, Michael Kieran Harvey, Klavier, Works for Violin by George Antheil, Johanna Beyer, Henry Cowell, Ruth Crawford, Charles Dodge, David Mahler, Larry Polansky, Stefan Wolpe (New World Records 80-641, 2006)
- "Three Pieces" für Chor: The Main Deep; The Composers Forum Laboratory; The People, Yes!, Astra Choir, John McCaughey, Dirigent, Sticky Melodies, (New World Records 80678-2, 2008)
- "Three Songs" für Sopran und Klarinette, Merlyn Quaife, Sopran, Craig Hill, Klarinette, Sticky Melodies, (New World Records 80678-2, 2008)
- IV, aufgeführt von "Essential Music", The Aerial no. 3, (Non Sequitur Recordings, 1991)
- Suite für Klarinette und Fagott, nur 2. und 4. Satz, Rosario Mazzeo, Klarinette, Raymond Allard, Fagott (New Music Quarterly Recordings 1413 side A [78rpm], 1938).